# Queen's Club Championships 2024
Queen's Club Championships 2024 — тенісний турнір, що проходив на трав'яних кортах у Лондоні, Велика Британія з 17 до 23 червня. Належав до категорії ATP 500.

## Фінальна частина

### Одиночний розряд
Томмі Пол —  Лоренцо Музетті 6–1, 7–6(10–8)

### Парний розряд
Ніл Скупскі /  Майкл Вінус —  Тейлор Фріц /   Карен Хачанов 4–6, 7–6(7–5), [10–8]